# Puya eryngioides
Puya eryngioides là một loài thực vật có hoa trong họ Bromeliaceae. Loài này được André miêu tả khoa học đầu tiên năm 1888. Chúng là loài đặc hữu của Ecuador.